# Kwatta
Kwatta – miasto w Surinamie, w dystrykcie Wanica.